# 消しゴムをくれた女子を好きになった。
『消しゴムをくれた女子を好きになった。』（けしゴムをくれたじょしをすきになった）は、FUKUDA（W）と志賀渡による日本の恋愛小説。2012年2月22日にPHP研究所から刊行された。
本作は掲示板サイトに投稿された実話を基にした青春ラブストーリーのノベライズ化であり、授業中にシャープペンの芯がなくなって困っているサトミがシャープペンの芯を渡したフクダへのお礼として、片割れの消しゴムを渡したことがきっかけとなり、クラスメイトのバックアップを受けてフクダがサトミだけを想い続けていく13年間の物語を描く。

## 登場人物
フクダ
本作の主人公であり、中学2年生の男子生徒。お礼にサトミから消しゴムを渡されたことがきっかけで、13年にも及んでサトミを慕い続ける。
サトミ
フクダの同級生。シャープペンの芯を渡してくれたお礼にフクダに片割れの消しゴムを渡す。
イタクラ
フクダの親友。サトミに恋したフクダを応援する。
モリ
フクダの親友であり、オタク。

## 書誌情報
- FUKUDA（W）、志賀渡『消しゴムをくれた女子を好きになった。』、PHP研究所、2012年2月22日発売、ISBN 978-4-569-80382-1

## テレビドラマ
FUKUDA（W）の同名小説を原作として、2022年7月26日（25日深夜）から9月27日（26日深夜）まで日本テレビ系「シンドラ」枠で放送された。主演は連続ドラマ単独初主演となる大橋和也（なにわ男子）。

### あらすじ
中学2年になったばかりの福田悠は、隣の席の伊藤さとみという女子がシャーペンの芯を使い切り、露骨に困っていたのを見て、シャー芯を貸してあげた。
すると、伊藤さとみが、お返しとして新品の消しゴムを半分に割って福田悠に渡した。それを見た福田悠が一目惚れし好きになる。
それから特に二人の接点はなくなったが、中学3年になって同じ文化祭のステージ発表で実行委員になり、二人の距離は再び近くなってゆく。

### キャスト

#### 主要人物
- 福田悠 - 大橋和也（なにわ男子）
- 伊藤さとみ - 福地桃子[5]
- 板倉和希 - 藤原丈一郎（なにわ男子）[6]
- 森友彦 - 小島健（Aぇ! group/関西ジャニーズJr.）[6]

#### その他
- 山本夏樹 - 日下玉巳[7]
- さとみの中学時代の同級生 - 菊地姫奈[8]
- 野村杏里 - 久保乃々花[9]
- 河合ミイナ - 秋谷百音[10]
- 板倉玉子 - ふせえり[11]
- 海野太郎 - アキラ100%[11]
- 水野一美 - 武田玲奈[12]
- 熊井奈緒 - 鷲見玲奈[13]
- 板倉美鈴 - 薄幸（納言）[14]
- 伊藤竜也 - 三浦獠太[14][15]
- 松平ひなた - 石川瑠華[14][16]
- 野々村典子 - 森田想[17]

#### ゲスト

##### 第1話
- 中学生 - 朝比奈弥栗[18]

### スタッフ
- 原作 - FUKUDA（W）「消しゴムをくれた女子を好きになった。」（PHP研究所）
- 脚本 - 片岡翔
- 音楽 - 岩崎慧[19]
- 主題歌 - なにわ男子「Timeless Love」（ジェイ・ストーム）[6][20]
- 監督 - 草野翔吾、小室直子、中里洋一
- 編成企画 - 安島隆、鈴木淳一
- コンテンツプロデューサー - 藤澤季世子
- プロデューサー - 藤森真実、伊藤美緒、妙円園洋輝
- 協力プロデューサー - 鈴木将大、宇田川寧、杉山葉香
- チーフプロデューサー - 三上絵里子、島本講太
- 制作プロダクション - ダブ
- 製作著作 - 日本テレビ、ジェイ・ストーム

### 放送日程
| 放送回 | 放送日  | 監督     |
| ------ | ------- | -------- |
| #1     | 7月26日 | 草野翔吾 |
| #2     | 8月02日 | 草野翔吾 |
| #3     | 8月09日 | 小室直子 |
| #4     | 8月16日 | 小室直子 |
| #5     | 8月23日 | 草野翔吾 |
| #6     | 8月30日 | 中里洋一 |
| #7     | 9月06日 | 中里洋一 |
| #8     | 9月13日 | 草野翔吾 |
| #9     | 9月20日 | 草野翔吾 |
| #10    | 9月27日 | 草野翔吾 |

| 日本テレビ シンドラ                      | 日本テレビ シンドラ                                              | 日本テレビ シンドラ                        |
| 前番組                                   | 番組名                                                           | 次番組                                     |
| ---------------------------------------- | ---------------------------------------------------------------- | ------------------------------------------ |
| 受付のジョー （2022年4月26日 - 6月28日） | 消しゴムをくれた女子を好きになった。 （2022年7月26日 - 9月27日） | 束の間の一花 （2022年10月18日 - 12月20日） |